# -elect
英語において何らかの役職名の後に-elect（[ɨˈlɛkt] ( 音声ファイル) イレクト）を付けた役職名は、その役職に選出されたが、まだ就任していない状態の者のことを指す。例えば、プレジデント(president)の選挙に当選してから就任するまでの間の者は"president-elect"と呼ばれる。日本語では「次期〇〇」（例：次期大統領）などと訳される。-designate（[ˈdɛ.zɪɡ.ˌneɪt] デジグネイト）という言葉も同じ意味で使われる（例：prime minister-designate（次期首相））。

## 歴史
-electという言葉のこの用法はカトリック教会に由来するものである。カトリック教会の司教は選挙で選ばれるが、聖別を受けて正式に任命されてから就任するため、その間の呼称が必要だった。コンクラーヴェ（教皇の選挙）の勝者は、教皇となることが確定して実際に教皇に就任するまでは、pope-elect（次期教皇）と呼ばれた。
この用語は、選挙君主制の導入に伴い政治の世界でも使われるようになった。例えば、神聖ローマ皇帝は選帝侯による選挙によって選出されたが、当選した候補者は教皇から戴冠されて初めて皇帝となった。そのため、選挙から戴冠式までの間は、imperator electus（英語ではEmperor-elect）と呼ばれた。
19世紀までには、この用語は、選出から就任までに相当の期間がかかるあらゆる役職について使われるようになった。例えば、19世紀には婚約者をbride-electと呼ぶのが一般的だった。

## 組織の役職
クラブやその他の組織の規則で、vice president（副会長）と同様の正式な役職としてpresident-elect（次期会長）を規定している場合がある。その場合、組織の会員は、組織の会長(president)を直接選挙するのではなく、次期会長(president-elect)を選挙する。次期会長は、副会長と同様に、限られた任務を与えられることがある。次期会長の任期が終了すると、次期会長は会長に昇格し、新しい次期会長が選出される。この方式の利点は、会長の役職の継続性が明確になることと、会長になる前に組織の運営に慣れる機会があることである。欠点は、次期会長が選出されると、次期会長が辞任するか解任されない限り、次期会長以外の人物が会長になることができないことである。
会長選挙で直接に会長を選出する場合と、選挙が行われてから会長の任期が始まるまでの間に次期会長の役職を設けている場合とでは、「次期会長」と呼ばれる人の権限の違いがある。例えば、1月に会長選挙が行われて3月から任期が始まる場合、会長に選ばれた人は、「次期会長」と呼ばれていても、任期が始まるまでは何の権限も持たない。一方、次期会長として選出されその地位にある人は、規則により次期会長に与えられた権限を持っている。
同様に、組織は、vice president-elect（次期副会長）、secretary-treasurer-elect（次期幹事長）、director-elect（次期理事）、chair-elect（次期議長）などの役職を置くことができる。